# 720
Năm 720 trong lịch Julius.